# Годунови

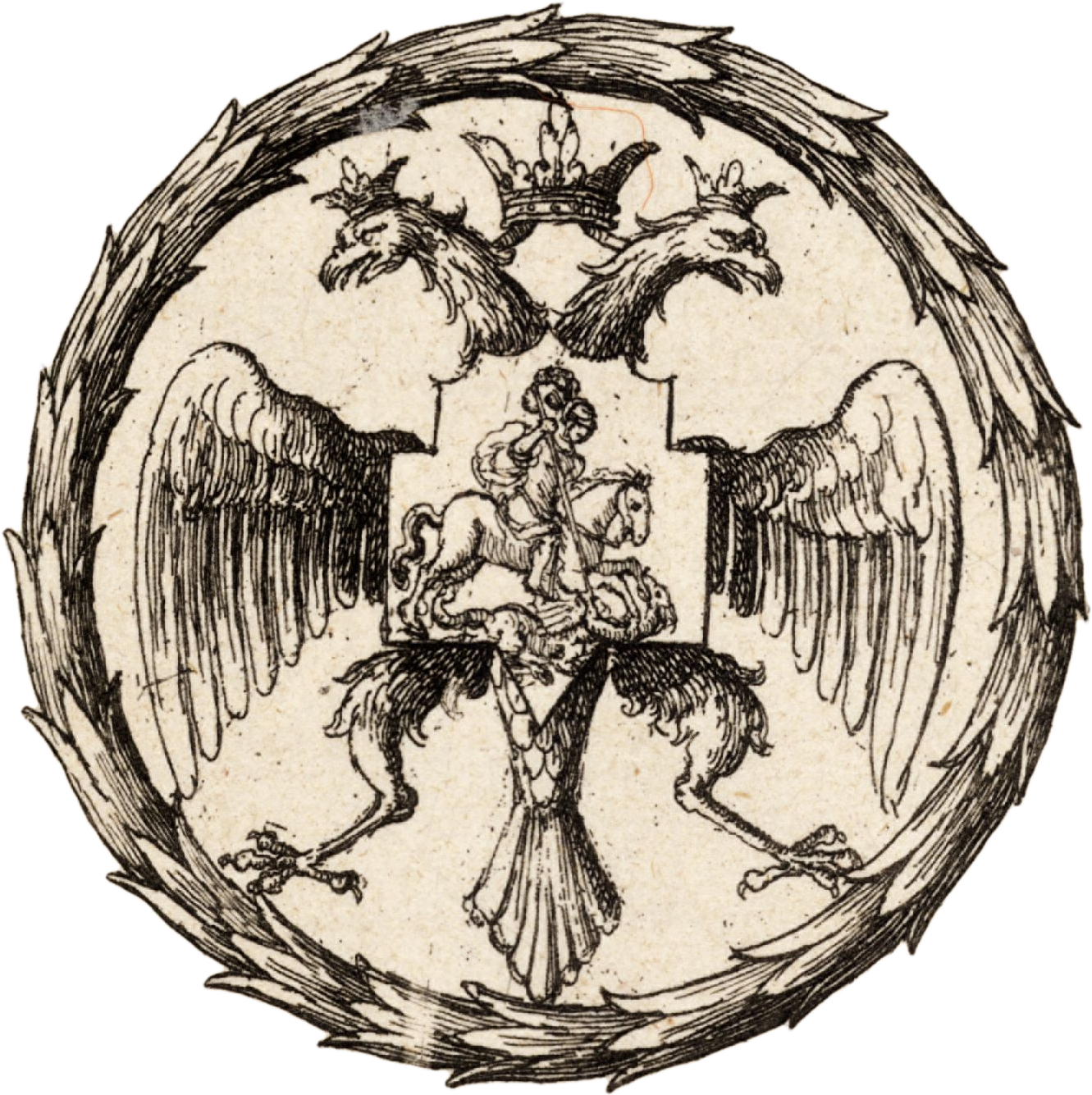
Гербовий орел з великої печатки царя Бориса Федоровича. До 1604 р.

Годунови — династія московських царів (1598–1605) та вимерлий московський дворянський рід татарського походження з Костроми.

## Походження
Є дві версії походження роду від одного родоначальника:
1. Від мурзи Чета, що виїхав із Золотої Орди до Москви[1] (близько 1330) та прийняв хрещення з ім'ям Захарія і збудував у Костромі Іпатіївський монастир, де і похований[2] . Його син Олександр Захарович і родоначальник 2-ї гілки онук Дмитро Олександрович Годунов на прізвисько Зерно похований там же.
2. Від боярина Дмитра Зерна, який служив великому московському князю Івану Даниловичу Каліті (1288—1340) і похований разом із батьком та братом у Костромському Іпатіївському монастирі. У даному монастирі поховані Іван, Костянтин на прізвисько Шия та Дмитро Дмитровичи Зернови-Годунови.

Вважається, що слово Годунов походить від тюрк. gödün (дурний, безрозсудний).

## Царі династії
- Ірина Федорівна (1598)
- Борис Федорович (1598—1605)
- Федір II Борисович (1605)

## Історія
З роду Годунових відомо 2 царі та 1 цариця, 1 боярин і дворецький, 2 конюших, 4 бояр, 7 окольничих, 2 думних дяка та 1 кравчий.
Рід внесений до Бархатної книги. При подачі документів (березень 1682) для внесення роду до книги були надані два окремих родоводи Григорія та Дмитра Годунових, а пізніше їх спільний родовід (1686).
Уперше прізвище Годунов згадується в Разрядних книгах (1515), в особі воєводи Василя Григоровича Годунова. Згас (1704) зі смертю стольника Григорія Петровича Годунова (1664—1704). Годунови володіли маєтками в Тверському, Вяземському, Новгородському, Костромському, Московському, Рязанському та Муромському повітах.

## Зображення у мистецтві
- Годунов — російський історичний телесеріал, (2018).
- Борис Годунов — опера М. П. Мусоргського (1872).